# Zero waste

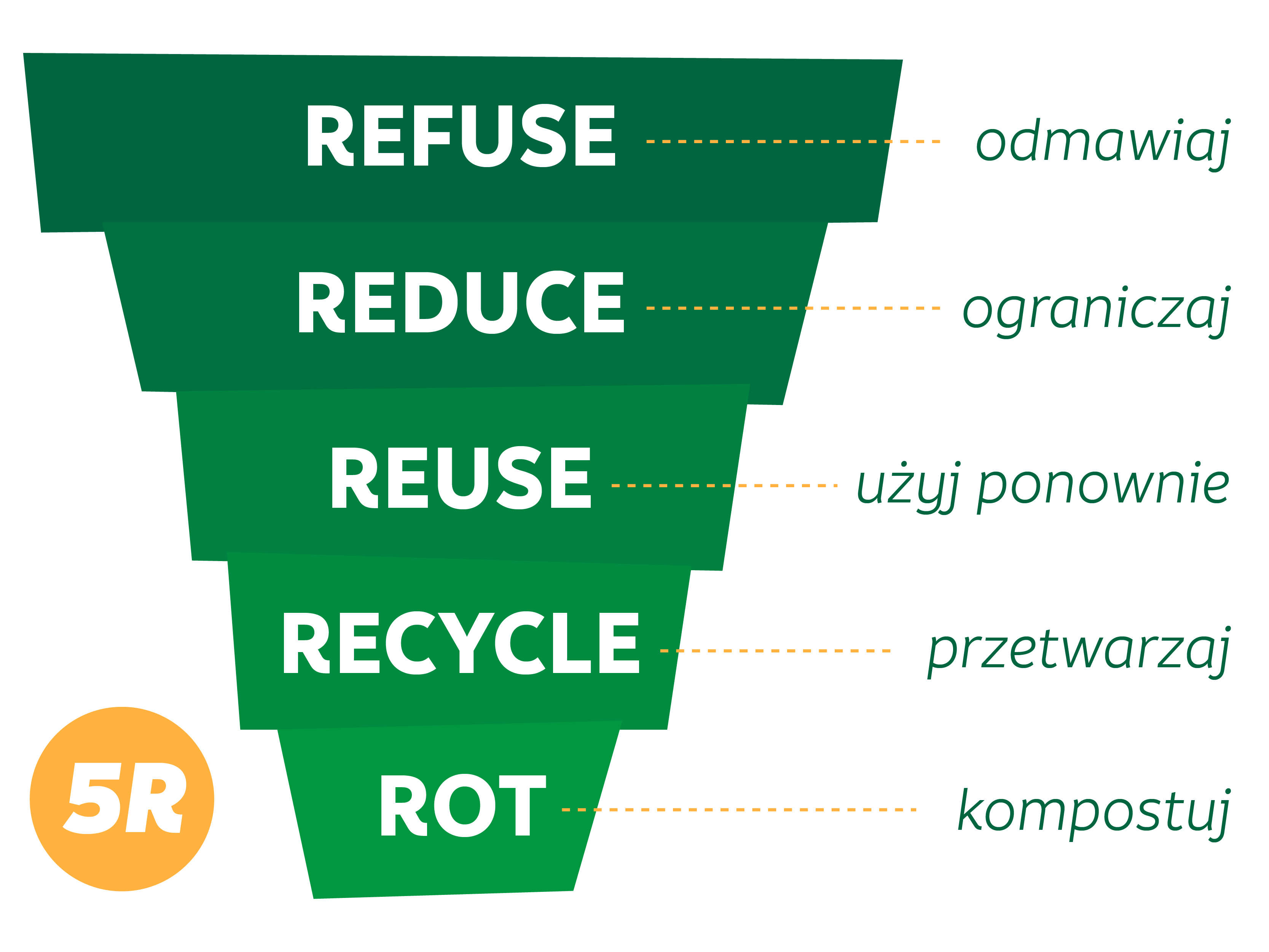
Zasady 5R

Zero waste (dosłowne tłumaczenie: „zero odpadów”, „zero marnowania”) – podejście do gospodarowania odpadami.
1. Styl życia, zgodnie z którym człowiek stara się generować jak najmniej odpadów, a tym samym nie zanieczyszczać środowiska. To cel etyczny, ekonomiczny i wizjonerski, który pomaga ludziom naśladować zrównoważone naturalne cykle, w których wszystkie odrzucane materiały mają stać się zasobami.
2. Podejście polegające na stworzeniu gospodarki o obiegu zamkniętym, w którym używa się zasobów, zamiast tworzyć odpady.
Definicja przyjęta przez Zero Waste International Alliance (ZWIA) to:
Zero waste to ochrona wszystkich zasobów poprzez odpowiedzialną produkcję, konsumpcję, ponowne wykorzystanie i odzyskiwanie wszystkich produktów, opakowań i materiałów, bez ich spalania, oraz bez zrzutów do ziemi, wody lub powietrza, które zagrażają środowisku lub zdrowiu ludzkiemu.
Życie wedle idei „zero waste” sprowadza się do stosowania określonych zasad tzw. 5R:
- odmawiaj (refuse),
- ograniczaj (reduce),
- wykorzystaj ponownie (reuse),
- recyklinguj (recycle),
- kompostuj (rot).

## Historia
Termin „zero waste” został pierwszy raz użyty przez chemika Paula Palmera, w latach 70. XX wieku. Nazwał on swoją firmę w Oakland, w Kalifornii „Zero Waste Systems Inc.” Palmer założył również Instytut Zero Waste, który głosi ideę „zero odpadów”, stawiając przede wszystkim na odpowiednie projektowanie produktów, tak aby mogły być wykorzystywane wielokrotnie, bez konieczności ich wyrzucania.
Ruch „zero waste” zyskał rozgłos w latach 1998–2002. W 1995 r. Daniel Knapp z firmy Urban Ore z Berkeley w Kalifornii podróżował po Australii i odbył pierwszą z serii rozmów z rządami, przedsiębiorstwami i obywatelami w dużych miastach. Rozmowy te dotyczyły sposobu maksymalizacji odzyskiwania materiałów i zminimalizowania marnowania poprzez ponowne wykorzystanie, recykling i kompostowanie. W 2003 r. na międzynarodowym spotkaniu w Beaumaris w Walii omawiano i formułowano zasady Zero Waste International Alliance.

## Problem śmieci
W XX w. wraz z rozwojem produkcji ropy naftowej, tanie produkty petrochemiczne stały się fundamentem całej klasy towarów i opakowań. Po II wojnie światowej produkcja tworzyw sztucznych eksplodowała i od tamtej pory wykorzystanie plastiku szybko wzrastało. Nowo powstające syntetyczne związki chemiczne oparte na ropie naftowej nie były w tamtych czasach badane pod kątem toksycznego oddziaływania na zdrowie ludzkie i środowisko naturalne.
Utylizacja tworzyw sztucznych jest trudna, a koszty i zagrożenia związane z masami plastikowych śmieci trudno jest nawet oszacować. Plastik jest wszechobecny w codziennym życiu. W 2050 r. masa plastikowych odpadów w oceanach przewyższy łączną masę pływających w nich ryb – takie ostrzeżenie znalazło się w raporcie fundacji Ellen MacArthur i firmy McKinsey, sporządzonym w 2014 r. Najtrudniejsze do recyklingu są jednorazowe kubeczki, opakowania na żywność, tacki na mięso, jak również materiały izolacyjne, śmieci z PVC oraz inne tworzywa służące do wytwarzania nylonowych tkanin, pojemników i butelek. Szacuje się, że od 1950 r. powstało 9,2 mld ton materiałów z tworzyw sztucznych, z czego przetworzono zaledwie 9 proc., 12 proc – spalono, a 79 proc. trafiło na wysypiska śmieci i do środowiska – takie dane opublikowali w 2017 r. naukowcy z trzech amerykańskich uczelni (University of California, Santa Barbara w Santa Barbara, University of Georgia w Athens) i organizacji Sea Education Association w Woods Hole. Jeśli produkcja utrzyma się na dotychczasowym poziomie to do 2050 r. w środowisku i na wysypiskach będzie zalegać ponad 13 mld ton plastikowych odpadów.

### Śmieciowe lądy
Między Kalifornią a Hawajami, w północnej części Oceanu Spokojnego znajduje się prawie 3,5 mln ton plastiku. Wielka Pacyficzna Plama Śmieci w 90% składa się z tworzyw sztucznych, które pod wpływem światła słonecznego rozpadają się na mikroplastik, który miesza się z wodą i tworzy gęstą zawiesinę. Naukowcy nazwali tę część ekosystemu plastisferą. Wielką Pacyficzną Plamę Śmieci odkrył w 1997 r. żeglarz i oceanograf Charles J. Moore. Wyspę utworzyły oceaniczne prądy, występujące w tej części Pacyfiku, które potrafią przenosić na ogromne odległości plankton, wodorosty, a także to, co trafia do morskich wód z winy człowieka. Wielkość tej pacyficznej plamy plastiku według różnych źródeł rozciąga się na obszarze od 700 tys. do nawet 3,4 mln kilometrów kwadratowych. Bardzo wiele plastikowych odpadów pływa również u wybrzeży Azji Południowej i Południowo-Wschodniej. Plastikowe odpady są także w wodach Bałtyku.

### Zagrożenie dla zwierząt morskich
Plastik w oceanach to ogromne zagrożenie dla morskich ekosystemów. Profesor Jan Marcin Węsławski, kierownik Zakładu Ekologii Morza w Instytucie Oceanologii PAN, w artykule „Plastik w Arktyce” wymienia dwa główne zagrożenia:
- mikroplastiki (mikrogranulki i mikrowłókna) – zwykle fragmenty włókien z tkanin syntetycznych, wypełniaczy kosmetycznych o tak bardzo małych rozmiarach, że zwierzę może je filtrować jako pokarm morski zooplankton, biorąc plastik za podobnej wielkości mikroglony, którymi się normalnie odżywia,
- makroplastiki, które są zjadane przez duże zwierzęta morskie, powodując u nich mechaniczne uszkodzenia przewodu pokarmowego i fałszywe poczucie wypełnienia żołądka.

Badaczy najbardziej martwią składniki odpadów takie jak: chlorek winylu i dioksyny (w PVC), benzen (w polistyrenie) i inne plastyfikatory, bisfenol-A (w poliwęglanach). Są to chemikalia dodawane podczas produkcji do tworzyw sztucznych, w celu nadania im pożądanych właściwości. Część z tych substancji to trwałe zanieczyszczenia organiczne (POP), które są uznawane za najbardziej szkodliwe toksyny na naszej planecie. Pełne tych niebezpiecznych substancji plastikowe drobiny, przedostają się do tkanek ryb i innych organizmów morskich, następnie ptaków i innych zwierząt, a w końcu do organizmów ludzi.

### Polityka
Wielkim problemem pozostaje ogromna ilość odpadów oraz problemy z recyklingiem w krajach rozwijających się. Dochodzi do poważnych zaburzeń i konfliktów wywołanych przez problem śmieciowy. W ramach działań zapobiegających katastrofie ekologicznej w Państwie Środka, Chiny od początku 2018 r. zakazały wwożenia z zagranicy na swoje terytorium 24 rodzajów odpadów (tekstyliów, mieszanego papieru oraz niskogatunkowego politereftalanu etylenu stosowanego w butelkach plastikowych, znanego jako PET). Wprowadzono tam także surowe normy w celu uniknięcia importu zanieczyszczonych odpadów. Te działania poważnie zakłócają międzynarodowy biznes recyklingowy.

## Hierarchia zero waste
Podstawowym aktem prawnym ustalającym cele i zadania dotyczące właściwego postępowania z odpadami jest Dyrektywa Parlamentu Europejskiego i Rady 2008/98/WE z dnia 19.11.2008 w sprawie odpadów. Główną ideą aktu, jest tworzenie środków prawnych, promujących koncepcję społeczeństwa, dążącego do eliminacji wytwarzania odpadów i do wykorzystywania odpadów jako zasobu.
Hierarchia zero waste to zestaw procesów, które mają na celu ochronę środowiska naturalnego ze znacznie szerszej perspektywy, niż powszechnie znana hierarchia postępowania z odpadami. Reguły zero waste komunikują, że nacisk należy położyć na zasoboszczędność i unikanie powstawania odpadów.

### Refuse(odmawiaj)
Odmowa wszelkich produktów wyprodukowanych ze szkodą dla środowiska, generujących niepotrzebne odpady i zanieczyszczenia, np. ulotek reklamowych, jednorazowych plastikowych opakowań.

### Reduce(ograniczaj)
Unikanie generowania odpadów; zmniejszenie ich ilości, czyli ograniczenie konsumpcji niepotrzebnych produktów, zbędnych rzeczy oraz towarów nadmiernie opakowanych i jednorazowych czy o niskiej jakości, które szybko stają się śmieciami.

### Reuse(wykorzystaj ponownie)
Ponowne wykorzystanie produktów, które ma się już w posiadaniu. Gdy w obecnej postaci nie znajdują już zastosowania, można je wykorzystać do nowej funkcji. Przykładem działania według tej zasady jest wykorzystanie szklanej butelki jako wazon lub oddanie nienoszonej odzieży osobom potrzebującym.

### Recycle(recyklinguj)
Segregacja i poddawanie odpadów procesowi recyklingu.

### Rot(kompostuj)
Kompostowanie i nabywanie takich produktów, które ulegną rozkładowi i powrócą do środowiska w przyjaznej dla niego formie.

## Różnica między ideą zero waste, a recyklingiem
Recykling definiuje się jako wykorzystywanie odpadów, jako surowca wtórnego w procesach przemysłowych; szeroko pojęte przyrodnicze ich zagospodarowanie. Jednak recykling bezpośrednio koncentruje się na problemie śmieci, a nie na źródle problemu. Zero waste dąży zaś do inteligentnego przeprojektowania praktyk przemysłowych i handlowych w celu wyeliminowania odpadów, które trzeba by było zbierać, sortować, przetwarzać, doczyszczać i dopiero po tych kosztownych procesach kierować do recyklingu. Zero waste to koncepcja, zgodnie z którą, produkty i ich opakowania są wytwarzane w sposób umożliwiający ich naprawę, odnowę, przetwórstwo i ponowne wykorzystanie w innych, pokrewnych zastosowaniach.
Zero waste nie ogranicza racjonalnego gospodarowania odpadami, ale proponuje optymalizację dotychczasowych działań recyklingowych. Dąży do kreowania i stosowania nowych, innowacyjnych metod, które mają minimalizować ilość odpadów.
Koncepcja zero waste pretenduje do bycia wyższą formą dbałości o środowisko naturalne niż jedynie odzysk i recykling.

## Zero waste na świecie
Polityka odpadowa na świecie opiera się m.in. na rozszerzonej odpowiedzialności producenta (Extended Producer Responsibility – EPR). EPR stanowi łańcuch kontroli produkcji, który obejmuje cały cykl życia produktu. W Kanadzie każda prowincja przyjęła ustawodawstwo w zakresie EPR, co przyczyniło się do powstania szeregu nowych programów recyklingu sprzętu elektronicznego, zużytych olejów, farb, opon, farmaceutyków, rozpuszczalników, pestycydów i pojemników na napoje. W Niemczech, przepisy wprowadzające EPR obowiązują od 1991 r. Dzięki temu zanotowano tam wzrost efektywności na wielu poziomach gospodarki. Już w pierwszych latach obowiązywania nowych przepisów, w okresie 1992-1998, udało się osiągnąć redukcję ilości produkowanych opakowań o 1,1 miliona ton.
Kalifornia to pierwszy stan w Stanach Zjednoczonych, w którym w 2001 r. stworzono konkretne cele związane z ideą zero waste. W efekcie, w San Francisco udało się zredukować w 80% powstawanie odpadów. Dzięki temu San Francisco stało się najczystszym miastem w Ameryce Północnej.
Do 2020 roku japońskie Kamikatsu ma stać się miastem, które nie produkuje odpadów. Kamikatsu do projektu „zero-waste” przystąpiło w 2003 r. Początkowo wprowadzono tam obowiązek segregacji odpadów na 9 kategorii, następnie rozszerzono listę do blisko 40 frakcji. Swoje odpady mieszkańcy zanoszą do Stacji Odpadów, gdzie znajdują się pojemniki służące do segregacji, np. osobne pojemniki na zużyty olej spożywczy, tkaniny, koce i dywany, czy nawet na pałeczki jednorazowe. Dodatkowo każdy mieszkaniec Kamikatsu ma obowiązek kompostowania odpadów organicznych.
Znaną popularyzatorką ruchu zero waste na świecie jest Francuzka mieszkająca w Kalifornii, Bea Johnson, która przez rok w czteroosobowej rodzinie zredukowała objętość powstających odpadów do jednego słoika. Stopniową rezygnację z zakupów, które generują śmieci, oraz sposoby na ponowne wykorzystywanie odpadów Bea Johnson opisała w swojej książce „Pokochaj swój dom”, której podtytuł brzmi: „Zero Waste Home, czyli jak pozbyć się śmieci, a w zamian zyskać szczęście, pieniądze i czas”. Książka została przetłumaczona na 17 języków.
Dzisiaj koncepcja zero waste jest standardem dla wielu lokalnych, krajowych i międzynarodowych organizacji. Należą do nich liczne lokalne stowarzyszenia Zero Odpadów w USA, Zero Waste San Diego, Zero Waste Detroit, Zero Waste Frederick, Carroll i Prince George’s Counties.
W Australii, w Queensland sieci supermarketów Woolworths i Coles wprowadziły zakaz używania plastikowych toreb. Sieci te zamiast plastikowych toreb jednorazowych zaoferowały klientom torby wielokrotnego użytku w cenie 15 centów. Pozwoliło to wyeliminować aż 1,5 miliarda foliowych torebek od czasu wprowadzenia nowych regulacji. Dzięki temu Australia w 3 miesiące ograniczyła zużycie plastikowych toreb jednorazowych o 80%.

### Zero waste w Polsce
Polskie Stowarzyszenie Zero Waste zostało zarejestrowane w marcu 2017 r. Działa ono na rzecz zmiany świadomości społecznej dotyczącej zasobów, promując styl życia wedle idei zero odpadów.
Cele Polskiego Stowarzyszenia Zero Waste:
1. działania na rzecz ochrony środowiska,
2. ochrona zdrowia i życia ludzi przed szkodliwym oddziaływaniem zanieczyszczeń i odpadów,
3. eliminacja z produkcji i stosowania substancji chemicznych i produktów mających negatywny wpływ na środowisko i zdrowie ludzi,
4. zapobieganie zanieczyszczeniom i odpadom u źródeł ich powstawania,
5. zapobieganie marnotrawstwu surowców oraz niewłaściwemu zagospodarowaniu i unieszkodliwianiu odpadów,
6. wdrażanie zasad gospodarki bezodpadowej oraz gospodarki o obiegu zamkniętym,
7. zapobieganie międzynarodowemu obrotowi odpadami, a zwłaszcza odpadami niebezpiecznymi,
8. pobudzanie świadomości ekologicznej społeczeństwa oraz kształtowanie korzystnych dla środowiska naturalnego postaw i zachowań obywateli,
9. podejmowanie działań na rzecz rozwoju demokracji lokalnej, pobudzanie aktywności społecznej i dalszego upodmiotowienia społeczeństwa, a także upowszechnianie oraz ochrona wolności i praw człowieka,
10. zwiększenie dostępu społeczeństwa do informacji o powstających zanieczyszczeniach i odpadach[33].